# Literaturfestival Zürich

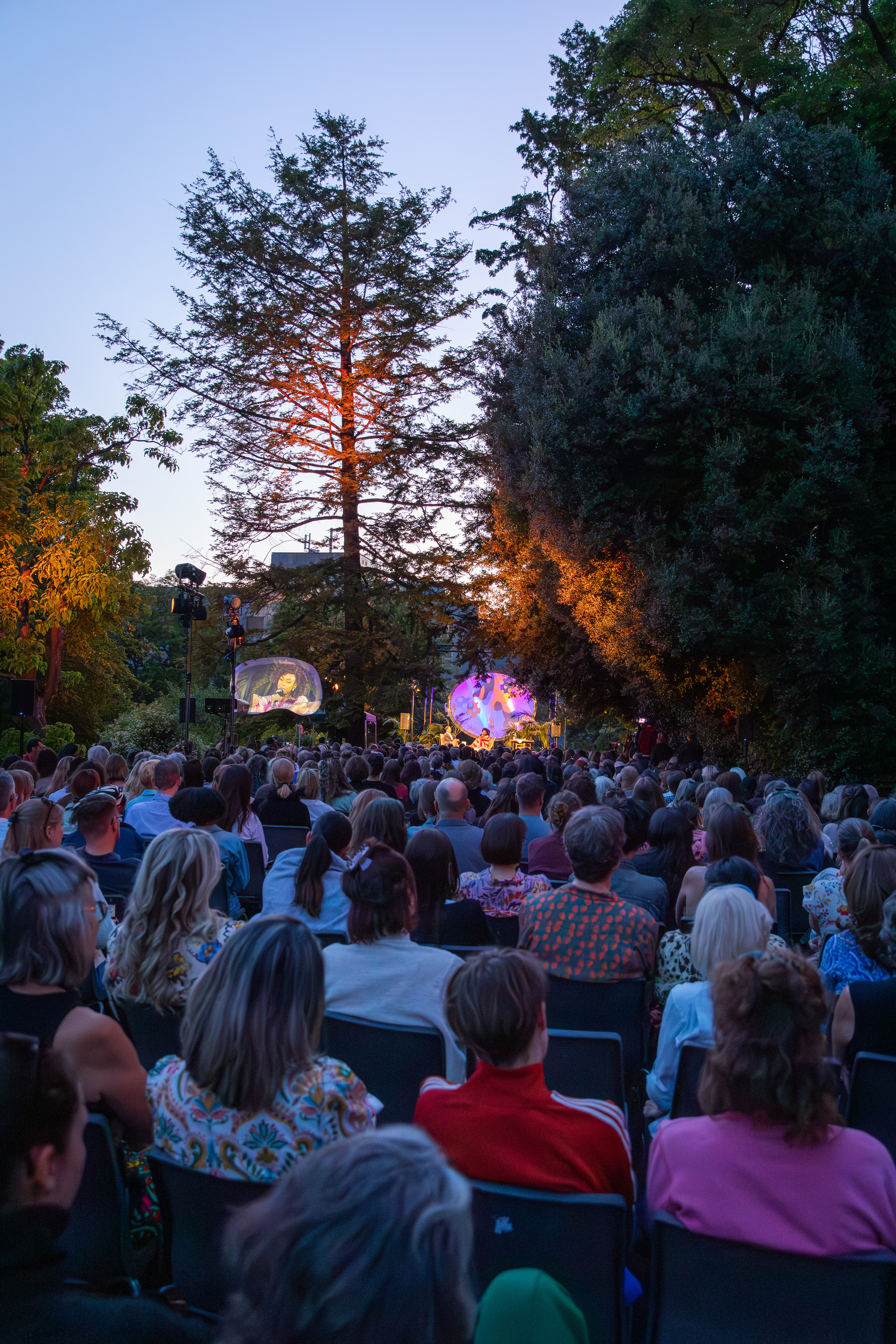
Openair-Bühne des Literaturfestivals Zürich im Alten Botanischen Garten, 2025

Das Literaturfestival Zürich (früher: Openair Literatur Festival Zürich) ist ein internationales Literaturfestival, das jährlich während einer Woche in Zürich stattfindet. Es geniesst den Ruf als eines der "besten Literaturfestivals der Welt". Die Hauptbühne des Festivals befindet sich inmitten von wuchernder Natur im Alten Botanischen Garten in Zürich.

## Organisation und Inhalte
Das Festival wird gemeinsam präsentiert vom Literaturhaus Zürich und dem «Kaufleuten», den beiden wichtigsten Institutionen für Literaturveranstaltungen in Zürich. Gründer und Direktor des Festivals ist der Schweizer Künstler und Kulturveranstalter Andreas Heusser, der das Programm gemeinsam mit dem Leitungsteam des Literaturhaus Zürich und des Kaufleuten kuratiert. Seit 2021 findet das Festival in hybrider Form statt – mit Livestreams von sämtlichen Veranstaltungen. Das Festival verfügt über ein eigenes Film- und Streamingteam, das die Veranstaltungen mit mehreren Kameraperspektiven und Live-Schnitt in Fernsehqualität produziert.
Der Schwerpunkt des Programms besteht aus Premieren, Lesungen und Gesprächen von bedeutenden internationalen Autorinnen und Autoren. Als feste Grösse im Programm hat sich auch das Format "Words on Stage – Best of Spoken Word" etabliert, das jeweils den Festivalabschluss bildet. Zur kuratorischen Handschrift des Festivals gehört seit Beginn eine interdisziplinäre Ausrichtung: In den ersten Jahren wurden Lesungen häufig mit Projekten aus anderen Sparten verknüpft – etwa poetischen Installationen, interaktiven Hörspielen, Konzerten, Stummfilmvertonungen oder Performances im Schnittbereich zwischen Text, Tanz und Theater.

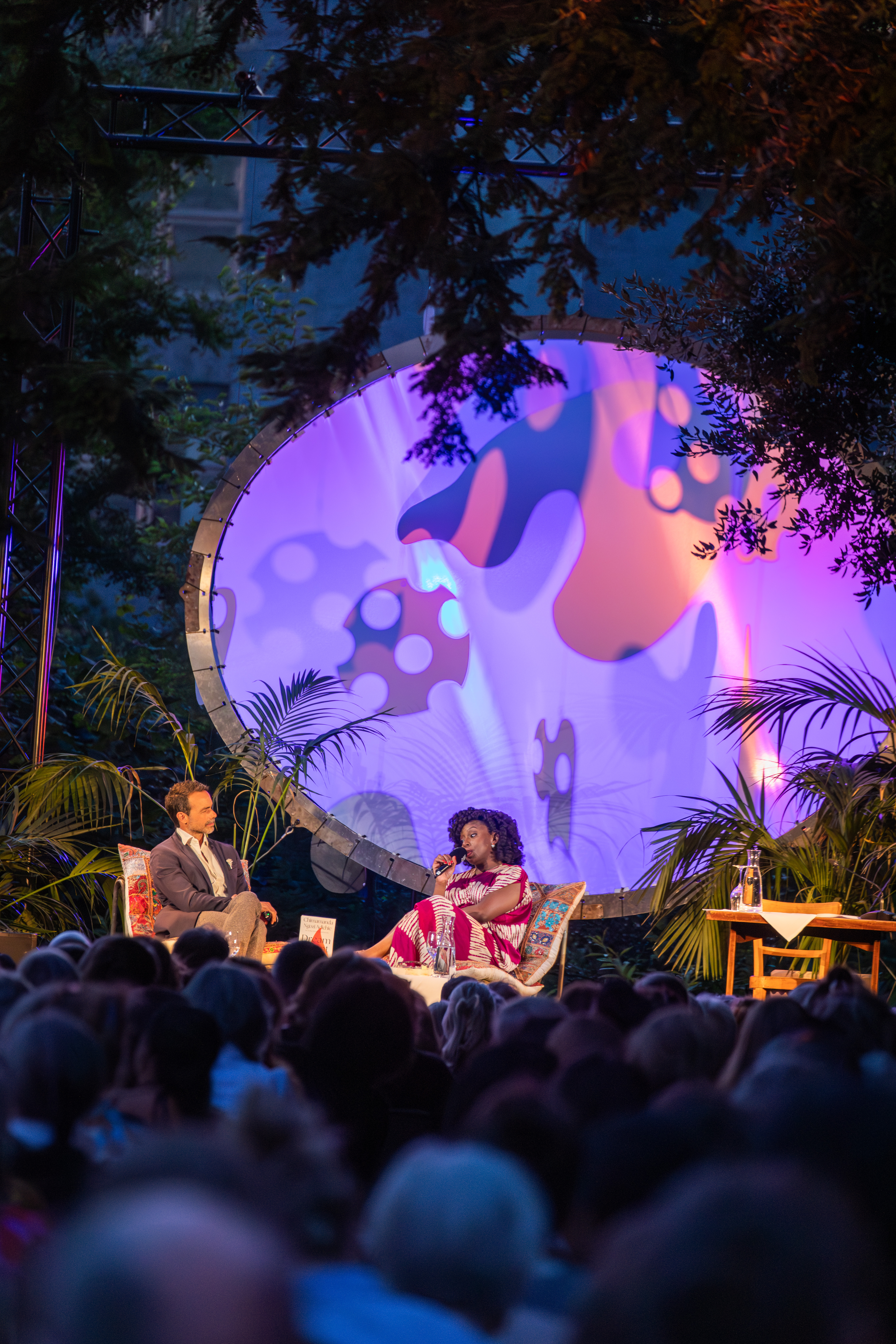
Lesung und Gespräch mit Chimamanda Ngozi Adichie, 2025

Seit 2023 liegt der Fokus auf einem immersiven Szenografiekonzept: Auf der Openair-Bühne erscheinen bei Dunkelheit Live-Aufnahmen als Projektionen auf mehreren ovalen Screens, während bei Tageslicht ein poetisches Schattenspiel inszeniert wird. Im Zusammenspiel mit der Natur und der szenografischen Gestaltung entsteht so ein «poetisches Gesamterlebnis». Auch bei Indoor-Veranstaltungen sorgen wiedererkennbare Elemente – etwa eine üppig bepflanzte Bühne oder hängende Buchstaben, die sich wie ein visuelles Gedicht neu arrangieren lassen – für ein Erlebnis, das alle Sinne einschliesst. Deshalb wird das Festival oft als «das schönste Literaturfestival der Schweiz» bezeichnet.

## Hauptprogramm

### 2025
- Chimamanda Ngozi Adichie (NGA)
- Francis Fukuyama (USA)
- Anne Enright (IRL)
- Paul Lynch (IRL)
- Emilia Roig (FRA) und Nora Bossong (DEU)
- Omri Boehm (ISR) und Jonas Lüscher (CH)
- Words on Stage feat. schön & gut, Laurin Buser, Reena Krishnaraja, Kilian Ziegler und Gina Walter.

### 2024
- Zadie Smith (GB)
- Connie Palmen (NL)
- Helen Macdonald (GB)
- Hua Hsu (USA)
- Miriam Meckel und Léa Steinacker (DE)
- Sigrid Nunez (USA) (wegen Krankheit abgesagt und ersetzt mit Auftritt von Helen Macdonald)
- Words on Stage feat. Dominik Muheim, Michael Elsener, Olivia El Sayed, Leila Ladari und Häberli Oggier aka Lo & Leduc.

### 2023
- Bernardine Evaristo (GB)
- Deborah Levy (GB)
- David Mitchell (GB)
- Geetanjali Shree (IND)
- Robert Seethaler (AT)
- Männlichkeiten heute: Podium und Buchpremiere mit Peter Schneider, Michael Fehr, Franziska Schutzbach, Ozan Zakariya Keskinkılıç, Sascha Rijkeboer, Donat Blum und Valentin Moritz
- Words on Stage feat. Ulrike Haidacher, Tommy Vercetti, Dezmond Dez, Marco Gurtner, Cenk Korkmaz, Julia Steiner

### 2022
- Marlon James (JM)
- Tsitsi Dangarembga (ZW)
- Elvira Sastre (ES)
- David Grossman (IL)
- Ece Temelkuran (TR)
- Wolf Haas (AU)
- Words on Stage feat. Jule Weber, Reeto von Gunten, Christoph Simon, Fine Degen, Cachita

### 2021
- Christoph Ransmayr (AT)
- Nina Kunz (CH)
- Carolin Emcke (DE)
- Arnon Grünberg (NL)
- Margarete Stokowski (DE/PL)
- Alice Hasters (DE)
- Pedro Lenz (CH)
- Jonas Lüscher (CH)
- Simone Lappert (CH)
- Leïla Slimani (FR/MA)
- Words on Stage feat. Gülsha Adilji, Ágota Dimén, Guy Krneta, Tanja Kummer, Rebekka Lindauer

### 2020
Die 8. Festivalausgabe wurde wegen COVID-19 abgesagt.
Auf dem Programm standen Auftritte von Marlon James, Jhumpa Lahiri, Chris Kraus, Anthony Appiah, Uwe Timm u. a.

### 2019
- Deborah Feldman (USA)
- Mia Couto (MOZ)
- Lukas Bärfuss (CH)
- Terézia Mora (HUN)
- Judith Schalansky (DE)
- Julian Barnes (GB)
- Roxane Gay (USA)
- Words on Stage feat. Helene Bockhorst (DE), Matto Kämpf (CH), Lara Stoll (CH), Interrobang (CH), Simon Chen (CH)

### 2018
- John Banville (IRL)
- Sofi Oksanen (FIN)
- Irvine Welsh (UK)
- Rebecca Solnit (USA)
- Carolin Emcke (DE)
- Teju Cole (USA)
- Clemens J. Setz (A)
- Words on Stage feat. Knackeboul (CH), Patti Basler (CH), Renato Kaiser (CH), Lisa Christ (CH), Jens Nielsen (CH)

### 2017
- John M. Coetzee (SA)
- Junot Díaz (DOM/USA)
- Judith Hermann (DE)
- Frank Spilker (DE)
- Anthony McCarten (NZL)
- Yvonne Adhiambo Owuor (KEN)
- JOZIA (SA)
- Nora Bossong (DE)
- Words on Stage feat. Jochen Distelmeyer (DE), Jurczok 1001 (CH), Amina Abdulkadir (CH), Ariane von Graffenried (CH)

### 2016
- David Mitchell (GB)
- Peter Sloterdijk (DE)
- Ayelet Gundar-Goshen (ISR)
- Shumona Sinha (F/IND)
- Judith Holofernes (DE)
- Margriet de Moor (NL)
- Ralf König (DE)
- Nell Zink (USA)
- Dilettanten & Genies feat. Michelle Steinbeck (CH), Christiane Heidrich (A), Rick Reuther (A), Carlo Spiller (CH), Sophie Steinbeck (CH), Gerd Sulzenbacher  (A), Matthias Vieider (A)

### 2015
- John Cleese (GB)[4]
- Ruth Schweikert (CH)
- Xiaolu Guo (CN)
- Wiktor Wladimirowitsch Jerofejew (RU) und Michail Schischkin (RU)[5]
- Sven Regener (DE)
- Wladimir Kaminer (DE)
- Dilettanten & Genies feat. Michael Fehr & Troller (CH), Anaïs Meier (CH), Jakob Kraner (A), Jopa Jotakin (A), Jozia (SA) & Jordi Kemperman (NL), Sophie Steinbeck (CH), Tristan Marquardt (DE), Sebastian Steffen (CH), Oravin (DE)

### 2014
- Marlene Streeruwitz (A)
- Gerhard Polt (DE)[6]
- Güzin Kar (CH)
- Ben Moore (GB)
- Teju Cole (US)[7]
- Michael Stauffer (CH)
- Tino Hanekamp (DE)[8]

### 2013
- Olga Grjasnowa (DE) und Dorothee Elmiger (CH)[9]
- Wilhelm Genazino (DE)[10]
- Gerhard Meister (CH)[11]
- Martin Felder (CH)[12]
- Roger Willemsen (DE)[13]
- Harry Rowohlt (DE) (wegen Krankheit abgesagt und ersetzt mit Zusatzshow von Roger Willemsen)
- Wiener Gruppe feat. Friedrich Achleitner and Gerhard Rühm (A)[14]